# Simon the Sorcerer 4: Chaos Happens
Simon the Sorcerer 4: Chaos Happens (Simon the Sorcerer: Chaos ist das halbe Leben) è un videogioco di tipo avventura grafica in stile fantasy uscito nel 2007 per piattaforma Microsoft Windows. È il quarto titolo della serie fantasy parodistica Simon the Sorcerer, il primo non pubblicato dalla Adventure Soft. Prende molti spunti dai romanzi Le cronache di Narnia.

## Trama
Simon è a casa intento a guardare la TV insieme a suo fratello, dopo un battibecco sul quale programma guardare, a Simon arriva in testa il telecomando scagliato da suo fratello. Simon sviene e in sogno gli compare Alix, la nipote del mago Calypso, la quale chiede di aiutarla ancora una volta in quanto il mondo magico è in pericolo, Simon dovrà intervenire ancora una volta. Così egli si infila dentro il guardaroba che lo trasporterà nella dimensione magica. Inizia così l'avventura.

## Modalità di gioco
Simon the Sorcerer 4: Chaos Happens ha abbandonato lo stile 3D del predecessore, usando un più classico punta e clicca in 2,5D con inquadrature da più angolazioni e grafica in alta risoluzione. Il gioco è localizzato in italiano sia con i sottotitoli che nel doppiaggio.

## Personaggi
Durante l'avventura si incontreranno molti personaggi conosciuti nei videogiochi precedenti della serie.
- Simon. L'eroe delle vicende, simpatico e spiritoso. Ha un debole per Alix.
- Paludoso. Una vecchia conoscenza dei videogiochi precedenti è molto ingenuo ma aiuterà Simon di nuovo.
- Calypso. Mago molto potente e mentore di Simon.
- Alix. Nipote di Calypso. Sarà molto presente nell'avventura.
- Cappuccetto Rosso. Dalla nota fiaba aiuterà Simon.
- Troll. Come nel primo episodio impedirà di oltrepassare il ponte dove fa la guardia.
- Riccioli d'oro. Dal secondo capitolo della serie, aiuterà Simon di nuovo.
- Max e Gerald. Sono demoni infernali. Anche loro vecchie conoscenze della serie.